# Gimnastyka na Letnich Igrzyskach Olimpijskich 1988
Wyniki zawodów gimnastycznych, które odbyły się podczas Letnich Igrzysk Olimpijskich 1988 w Seulu. 

## Medaliści

### Gimnastyka sportowa

#### Mężczyźni
| Konkurencja            |                                                    |                   |                                |
| ---------------------- | -------------------------------------------------- | ----------------- | ------------------------------ |
| Wielobój indywidualnie | Władimir Artiomow                                  | Walerij Lukin     | Dmitrij Biłozierczew           |
| Wielobój drużynowo     | ZSRR                                               | NRD               | Japonia                        |
| Ćwiczenia wolne        | Siergiej Charkow                                   | Władimir Artiomow | Yukio Iketani Lou Yun          |
| Skok                   | Lou Yun                                            | Sylvio Kroll      | Park Jong-Hun                  |
| Poręcze                | Władimir Artiomow                                  | Walerij Lukin     | Sven Tippelt                   |
| Drążek                 | Władimir Artiomow Walerij Lukin                    | -                 | Marius Gherman Holger Behrendt |
| Kółka                  | Holger Behrendt Dmitrij Biłozierczew               | -                 | Sven Tippelt                   |
| Koń z łękami           | Lubomir Geraskow Zsolt Borkai Dmitrij Biłozierczew | -                 | -                              |

#### Kobiety
| Konkurencja            |                    |                    |                               |
| ---------------------- | ------------------ | ------------------ | ----------------------------- |
| Wielobój indywidualnie | Jelena Szuszunowa  | Daniela Silivaș    | Swietłana Bogińska            |
| Wielobój drużynowo     | ZSRR               | Rumunia            | NRD                           |
| Ćwiczenia wolne        | Daniela Silivaș    | Swietłana Bogińska | Diana Dudewa                  |
| Skok                   | Swietłana Bogińska | Gabriela Potorac   | Daniela Silivaș               |
| Poręcze                | Daniela Silivaș    | Dagmar Kersten     | Jelena Szuszunowa             |
| Równoważnia            | Daniela Silivaș    | Jelena Szuszunowa  | Gabriela Potorac Phoebe Mills |

### Gimnastyka artystyczna

#### Kobiety
| Konkurencja            |               |                  |                       |
| ---------------------- | ------------- | ---------------- | --------------------- |
| Wielobój indywidualnie | Marina Łobacz | Adriana Dunawska | Aleksandra Timoszenko |

## Klasyfikacja medalowa
| Klasyfikacja medalowa | Klasyfikacja medalowa | Klasyfikacja medalowa | Klasyfikacja medalowa | Klasyfikacja medalowa | Klasyfikacja medalowa |
| --------------------- | --------------------- | --------------------- | --------------------- | --------------------- | --------------------- |
| Miejsce               | Reprezentacja         | Złoto                 | Srebro                | Brąz                  | Razem                 |
| 1.                    | ZSRR                  | 12                    | 5                     | 4                     | 21                    |
| 2.                    | Rumunia               | 3                     | 3                     | 3                     | 9                     |
| 3.                    | NRD                   | 1                     | 3                     | 4                     | 8                     |
| 4.                    | Bułgaria              | 1                     | 1                     | 1                     | 3                     |
| 5.                    | Chiny                 | 1                     | 0                     | 1                     | 2                     |
| 6.                    | Węgry                 | 1                     | 0                     | 0                     | 1                     |
| 7.                    | Japonia               | 0                     | 0                     | 2                     | 1                     |
| 8.                    | Korea Południowa      | 0                     | 0                     | 1                     | 1                     |
| 8.                    | Stany Zjednoczone     | 0                     | 0                     | 1                     | 1                     |